# Góngora (apellido)

Escudo de armas perteneciente a un linaje con apellido Góngora.

El apellido Góngora (escrito en vasco Gongora) es un apellido toponímico proveniente del lugar de su nombre. Se estima que un Góngora luchó en la batalla de las Navas de Tolosa contra los árabes.

## Etimología
Proviene de las palabras vascas Goien+Gora, el apellido original es Gongora sin acentuación, y se pronuncia tal y como se lee, sin hacer fuerza en la sílaba -gon. Su adaptación al español es poniéndole tilde en la primera O, y haciendo fuerza en la sílaba -gon. Su adaptación al español de forma escrita es Góngora.

## Historia
Buena parte de los Góngora emigró a tierras andaluzas, lugar donde nacería el ilustre poeta del barroco, Don Luis de Góngora y Argote, hacia 1561. Carlos de Sigüenza y Góngora, científico novohispano del siglo XVII, perteneció al mismo linaje. 
Otra rama pasó a Chile y formó parte de la Real Compañía de Guardias Marinas (1751), y en el Real Tribunal de Navarra en 1558, 1566, 1665 y 1691.
Carlos II concedió el título nobiliario de Marqués de Góngora el 7 de marzo de 1695, a Juan Cruzat y Góngora.
Hacia fines del siglo XIX y comienzos del XX, una gran parte de la familia Góngora se embarcó rumbo a América, siendo sus principales destinos Argentina, Chile, Colombia, Cuba, Ecuador, México, Brasil y Uruguay.
Actualmente es un apellido muy poco difundido en el mundo hispano, si bien cuenta con presencia en la mayor parte de Latinoamérica y España. Asimismo, la enorme mayoría de los Góngora comparte ascendencia andaluza, principalmente de las provincias de Almería y Córdoba.